# Вапнярки (зупинний пункт)
Вапня́рки — пасажирський зупинний пункт Івано-Франківської дирекції Львівської залізниці.
Зупинний пункт розташований за 400 метрів від автошляху Т 2605, поблизу села Червона Діброва Глибоцького району Чернівецької області на лінії Чернівці-Північна — Багринівка між станціями Великий Кучурів (9 км) та Глибока-Буковинська (5,5 км)
На зупинному пункті зупиняються приміські потяги до станцій Чернівці, Вадул-Сірет, Сторожинець.